# IC 4938
IC 4938 је спирална галаксија у сазвјежђу Паун која се налази на листи објеката дубоког неба у Индекс каталогу.
Деклинација објекта је - 60° 12' 40" а ректасцензија 20h 6m 11,6s. Привидна величина (магнитуда) објекта IC 4938 износи 12,6 а фотографска магнитуда 13,4. IC 4938 је још познат и под ознакама ESO 143-7, FAIR 66, AM 2001-602, PGC 64096.